# Trattato di Königsberg (1384)
Il trattato di Königsberg fu firmato a Königsberg (Królewiec) il 30 gennaio 1384, durante la guerra civile lituana (1381-1384) tra Vitoldo il Grande e rappresentanti dei Cavalieri teutonici. Vitoldo dichiarò una guerra civile contro suo cugino Jogaila, granduca di Lituania e futuro re di Polonia, e si alleò con i Cavalieri teutonici. Per assicurarsi il sostegno dei teutonici nella guerra civile, Vitoldo firmò questo trattato in cui concesse ai Cavalieri la Samogizia fino al fiume Nevėžis e Kaunas. Nel 1382 Jogaila promise ai Cavalieri la Samogizia solo fino al fiume Dubysa, ma non ratificò il trattato di Dubysa. Samogizia fu importante per i Cavalieri perché questo territorio li separava fisicamente dall'Ordine livoniano a nord. Vitoldo promise anche di diventare il vassallo dell'Ordine. A febbraio molte regioni della Samogizia confermarono il loro sostegno a Vitoldo e ai Cavalieri.
Il 16 luglio 1384 Vitoldo riconfermò il trattato di Königsberg a Nuova Marienverder, una nuova fortezza costruita sul fiume Nemunas. Tuttavia, il trattato fu rotto a luglio quando Vitoldo e Jogaila si riconciliarono. Vitoldo bruciò alcuni castelli teutonici e tornò in Lituania. Durante la guerra civile lituana (1389-1392) Vitoldo chiese di nuovo aiuti militari ai Cavalieri. Il 19 gennaio 1390 firmò il trattato di Lyck, confermando il trattato di Königsberg per romperlo ancora nel 1392. Vitoldo concesse la Samogizia ai Cavalieri altre due volte: nel trattato di Salynas (1398) e nel trattato di Raciąż (1404). 
Lo storico lituano Danilevičius e lo storico polacco Koneczny sollevarono dei dubbi circa sull'autenticità del trattato, suggerendo che possa essere un falso dei teutonici.